# Prostygnellus
Prostygnellus is een geslacht van hooiwagens uit de familie Cranaidae.
De wetenschappelijke naam Prostygnellus is voor het eerst geldig gepubliceerd door Roewer in 1919. 

## Soorten
Prostygnellus omvat de volgende 2 soorten:
- Prostygnellus isabellinus
- Prostygnellus riveti